# Csömör HÉV-állomás
Csömör HÉV-állomás egy HÉV-állomás Csömör településen, a MÁV-HÉV Helyiérdekű Vasút Zrt. (MÁV-HÉV) üzemeltetésében. A település központjának déli részén helyezkedik el, a 21 103-as számú mellékút (Szabadság út) HÉV-keresztezésénél, közúti elérését ez az út, illetve a belőle kiágazó önkormányzati út (Hév állomás utca) biztosítja.

## Története
Az állomást 1900. augusztus 28-án nyitották meg a mátyásföldi HÉV-vonal Cinkota – Csömör – Kerepes meghosszabbításával.
1995. november 27-én a hajnali órákban egy orosz kamion beszorult a Szabadság úti felüljáró alá, jelentős károkat okozva a hídszerkezetben. A HÉV-ek helyett eleinte pótlóbuszok közlekedtek, majd 28-án 13 órától már a Hunyadi János utcánál kialakított Csömör TSZ átjáró ideiglenes végállomásra érkeztek a vonatok a helyreállítási munkálatok idejére. Csömör végállomás forgalma az új hídszerkezet elkészültéig, 1996 októberéig szünetelt.

## Forgalom

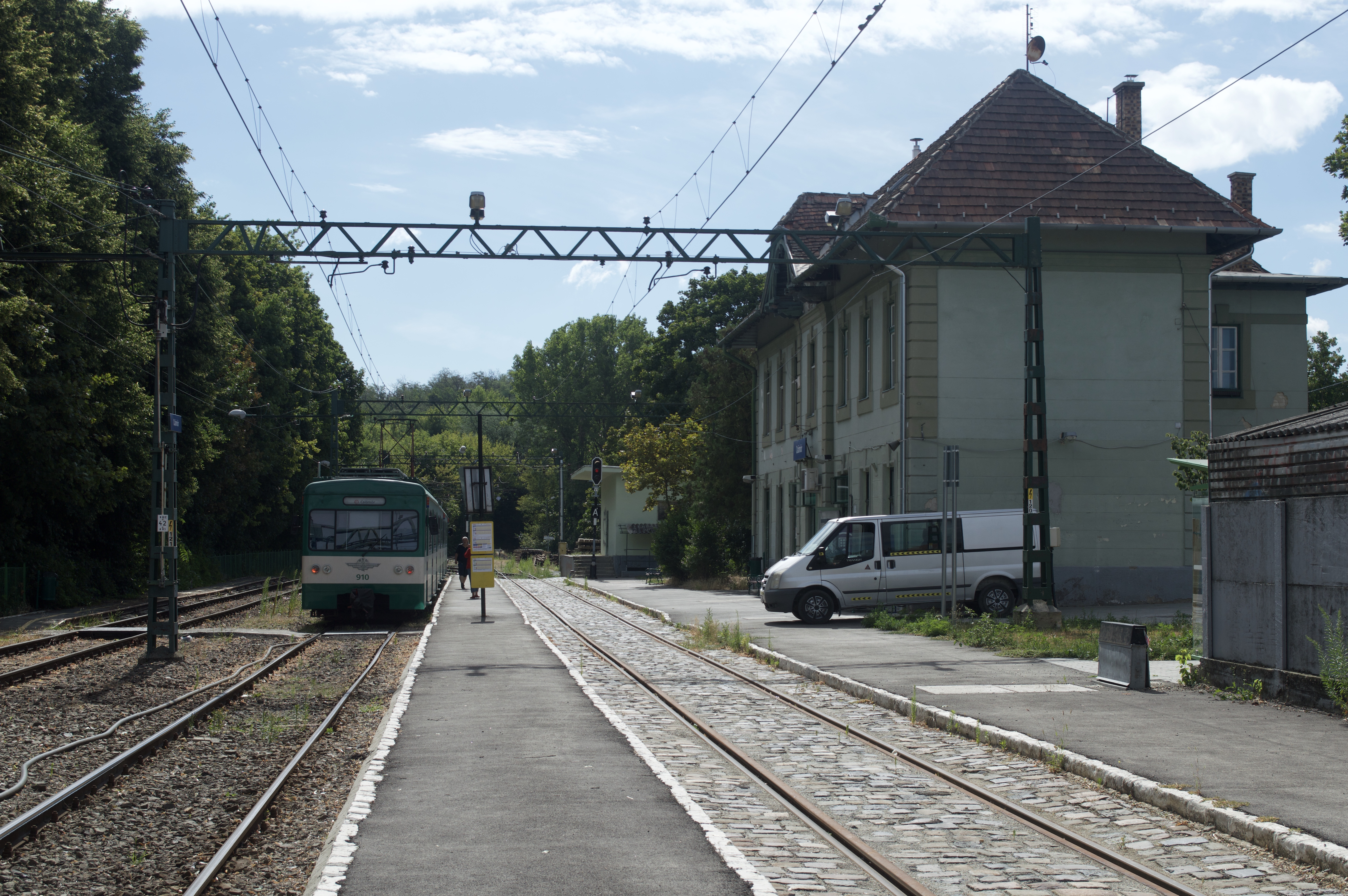
A csömöri HÉV állomás 2022-ben

| Járat | Útvonal | Gyakoriság       |
| ----- | --- | ---------------- |
|       | Örs vezér tere – Rákosfalva – Nagyicce – Sashalom – Mátyásföld, repülőtér – Mátyásföld, Imre utca – Mátyásföld alsó – Cinkota – Cinkota alsó – Árpádföld – Szabadságtelep – Csömör | 30-60 percenként |

## Megközelítés tömegközlekedéssel
- Elővárosi és helyi busz:  419, 449